# هومبيرتو لونا
هومبيرتو لونا (بالإنجليزية: Humberto Luna)‏ هو مقدم برامج إذاعية أمريكي، ولد في 17 سبتمبر 1948 في ولاية زاكاتيكاس في المكسيك.

## وصلات خارجية
- هومبيرتو لونا على موقع IMDb (الإنجليزية)
- هومبيرتو لونا على موقع قاعدة بيانات الفيلم (الإنجليزية)